# Małaja Gribanowka
Małaja Gribanowka (ros. Малая Грибановка) – wieś w Rosji, w obwodzie woroneskim, w rejonie gribanowskim. W 2010 liczyła 728 mieszkańców.